# يوهان والتر
يوهان والتر (بالألمانية: Johann Walter)‏ هو ملحن ألماني، ولد في 1496 في كالا في ألمانيا، وتوفي في 25 مارس 1570 في تورجاو في ألمانيا.

## وصلات خارجية
- يوهان والتر على موقع ميوزك برينز (الإنجليزية)
- يوهان والتر على موقع أول ميوزيك (الإنجليزية)
- يوهان والتر على موقع ديسكوغز (الإنجليزية)